# Palma (Santa Maria)
Palma és un barri de la ciutat brasilera de Santa Maria, Rio Grande do Sul. El barri està situat al districte de Palma.

## Villas
El barri amb les següents villas: Comunidade Arnesto Penna Carneiro, Faxinal da Palma, Fazenda Palma, Fazenda Pozzobon, Linha Sete Sul, Loteamento Erondina Toniasso Bassan, Palma, Palmas, Passo do Cachorro, Passo do Gato, Passo dos Preto, Rincão dos Camponogara, Rincão dos Ventura, Santa Lúcia, Santa Teresinha, Santo Antônio, São Sebastião, Vale dos Panno, Vila Almeida, Vila Balconi, Vila Fuganti, Vila Gomes, Vila Palma, Vila Toniasso, Vila Venturini, Vista Alegre;

## Galeria de fotos

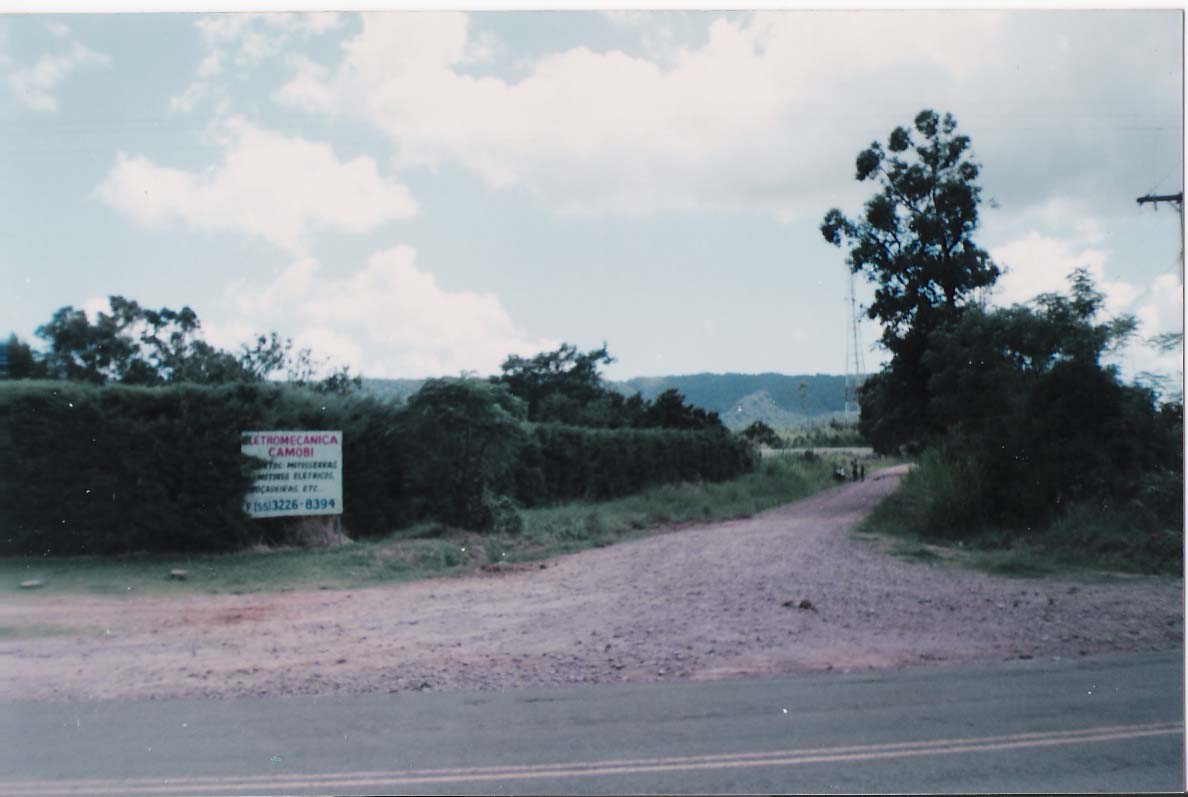
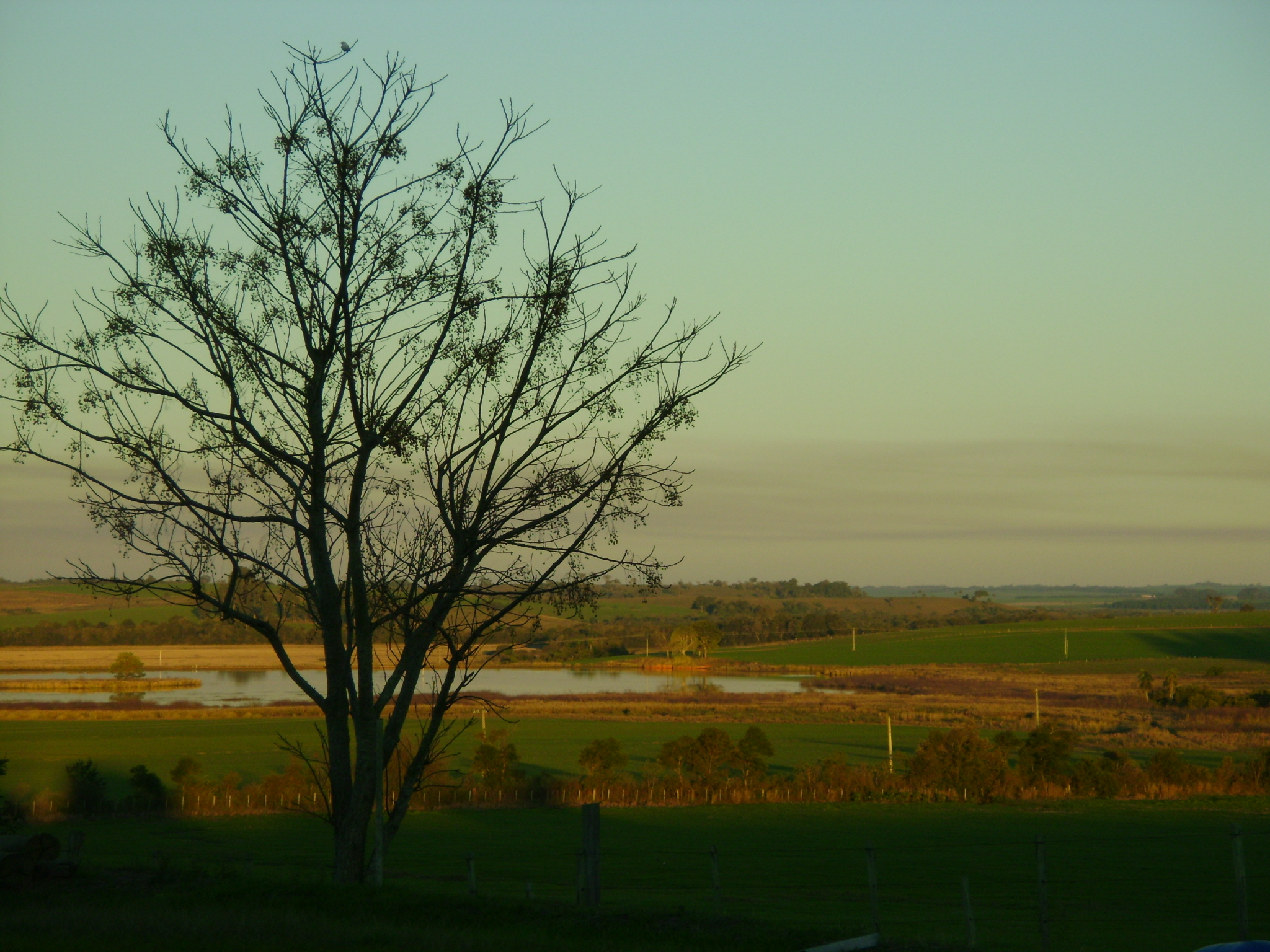
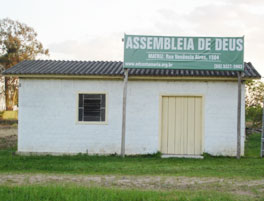
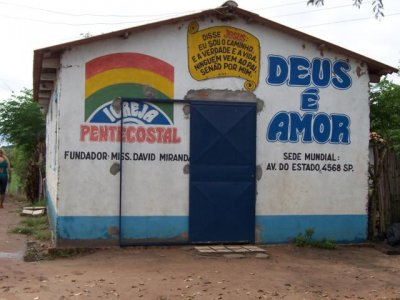
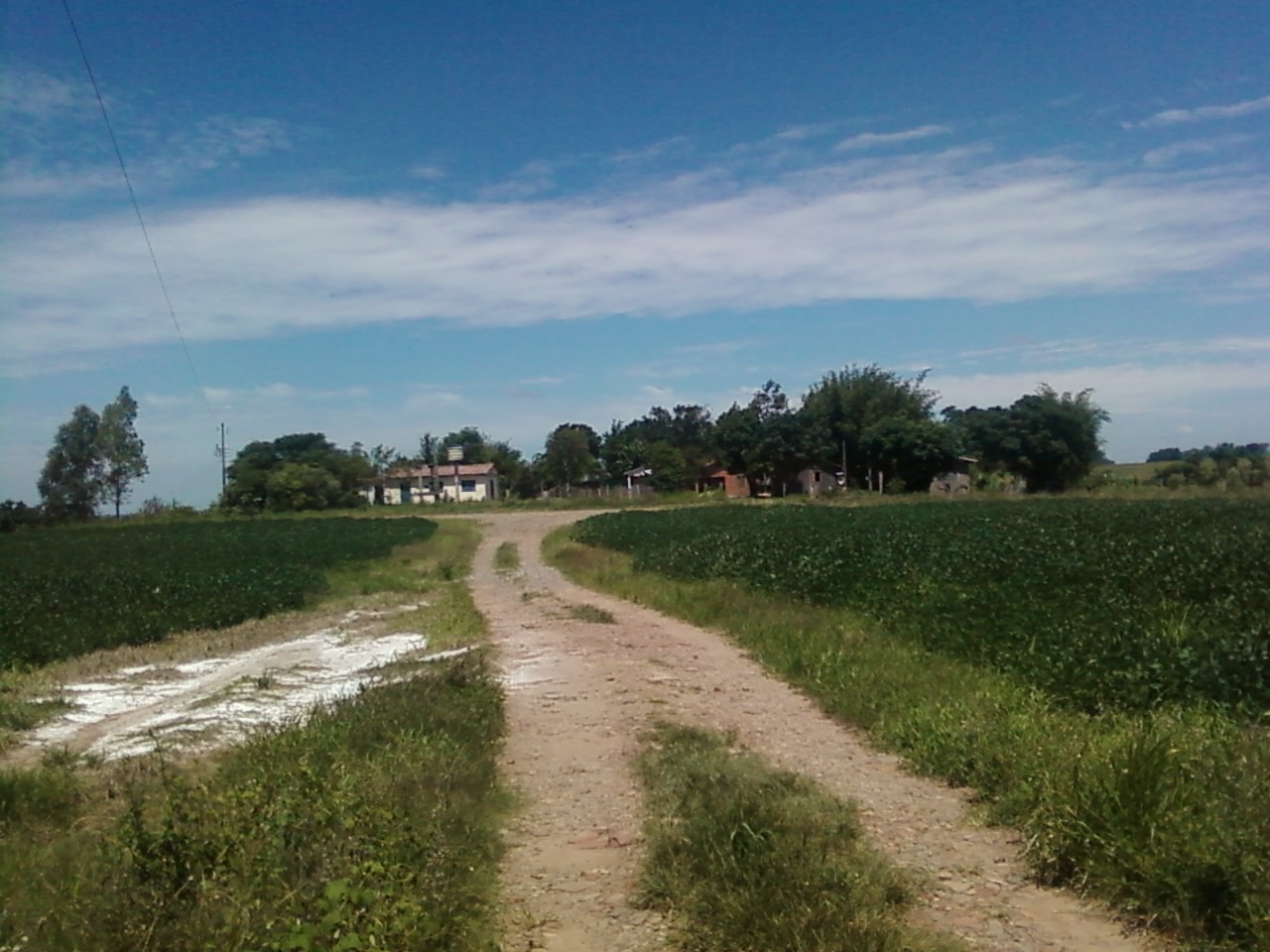
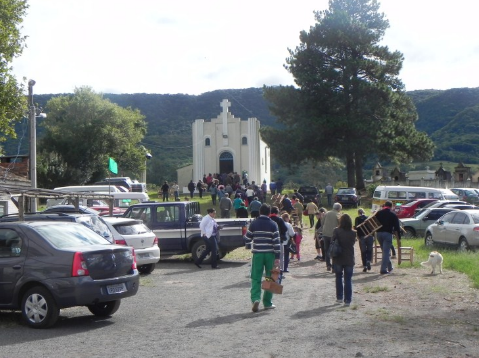
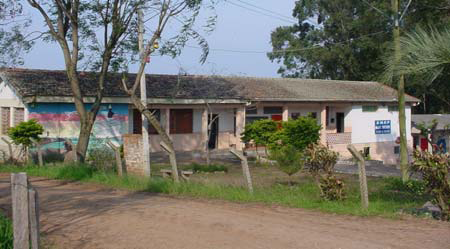

| Arroio Grande | Silveira Martins | Silveira Martins Restinga Seca |
| Camobi        |                  | Restinga Seca                  |
| Pains         | Arroio do Só     | Restinga Seca                  |